# Dendrocalamus pachystachyus
Dendrocalamus pachystachyus är en gräsart som beskrevs av Chi Ju Hsueh och De Zhu Li. Dendrocalamus pachystachyus ingår i släktet Dendrocalamus och familjen gräs. Inga underarter finns listade i Catalogue of Life.